# (231265) Saulperlmutter
(231265) Saulperlmutter  es un asteroide del cinturón principal perteneciente al cinturón de asteroides, región del Sistema solar que se encuentra entre las órbitas de Marte y Júpiter.
Fue descubierto el 5 de enero de 2006 por Vincenzo Silvano Casulli desde el Observatorio Astronómico de Vallemare di Borbona (Italia).

## Designación y nombre
Designado provisionalmente como 2006 AS4, en 2016 fue nombrado en honor de Saul Perlmutter (n. 1959) quien es un físico estadounidense que compartió el Premio Nobel de Física 2011 por el descubrimiento de la expansión acelerada del universo a través del estudio de supernovas distantes.

## Características orbitales
Saulperlmutter está situado a una distancia media del Sol de 2,818 ua, pudiendo alejarse hasta 2,939 ua y acercarse hasta 2,698 ua. Su excentricidad es 0,043 y la inclinación orbital 5,866 grados. Emplea 1728,02 días en completar una órbita alrededor del Sol.

## Características físicas
La magnitud absoluta de Saulperlmutter es 16,36. 